# Roberto Ferreira
Roberto Ferreira (Alagoas, 30 de setembro de 1834 — Rio de Janeiro, 6 de março de 1915) foi um militar e político brasileiro.
Fez parte do triunvirato que compôs a Junta governativa paranaense de 1891, que governou o estado de 29 de novembro de 1891 a 25 de fevereiro de 1892.